# Bellocq
Bellocq ist eine französische Gemeinde mit 911 Einwohnern (Stand 1. Januar 2022) im Département Pyrénées-Atlantiques in der Region Nouvelle-Aquitaine. Sie ist ein Bastidendorf. Die Einwohner werden Bellocquais(es) genannt.

## Geografie
Bellocq liegt in der ehemaligen Provinz Béarn 13 Kilometer nordwestlich von Orthez an der Europastraße 80, dort auch Autoroute 64 oder La Pyrénéenne genannt. Der Gave de Pau und die D430 durchqueren das Gemeindegebiet.

## Geschichte
Eine Ansiedlung bei Bellocq gab es schon in gallo-römischer Zeit. Etwa um 200 n. Chr. siedelten sich Römer an, die den Weinbau mitbrachten. 
Die Schreibweise des Ortsnamens änderte sich seit dem 12. Jahrhundert von Beitloc über Pulcher Locus im Jahr 1286, Bégloc 1327 und etwas später Belloc, zu Betloc im Jahre 1582. Ihren heutigen Namen führt die Ortschaft seit 1801. Der Ortsname Bellocq ist die französische Version der gaskognischen Wörter bèth, das „schön“ bedeutet, und lòc, das „Ort“ bedeutet. Es bedeutet also etwa „schöner Ort“. In heutiger okzitanischer Schreibweise müsste man es Bellòc schreiben.
Im Jahre 1250 beschloss Gaston VII. de Béarn († 1290) eine Burg zu bauen, um die Gegend um den Ort Orthez zu schützen. 1280 war die Burg fertig und ein Jahr später das Bastidendorf. 
Im Mittelalter wurde die Gemeinde häufig besucht, weil sie am Jakobsweg lag und sehr nahe an der Poststation in Puyoô. Die Darstellung eines Pilgers über dem Eingang der Kirche stammt aus jener Zeit.

## Sehenswürdigkeiten
Die viereckige Burg von Bellocq (Château de Bellocq) wurde gegen Ende des 13. Jahrhunderts gebaut. Sie besitzt sieben Türme. Im 14. Jahrhundert ließ Gaston III. Fébus (* 30. April 1331 in Orthez; † 1. August 1391) sie überarbeiten, im 17. Jahrhundert wurde sie zerstört. Heute befindet sie sich teilweise in Privatbesitz, teilweise gehört sie der Gemeinde. Seit 1997 ist sie als Monument historique (historisches Denkmal) klassifiziert.

## Weinbau
Der Ort gehört zum Weinbaugebiet Béarn.

## Persönlichkeiten
- Robert Cazala (1934–2023), Radrennfahrer